# Giampiero Pastore
Giampiero Pastore, född den 7 maj 1976 i Salerno, Italien, är en italiensk fäktare som bland annat tog OS-brons i herrarnas lagtävling i sabel i samband med de olympiska fäktningstävlingarna 2008 i Peking.